# WISE 1542+2230
WISE 1542+2230 (= WISE J154214.00+223005.2) is een bruine dwerg met een spectraalklasse van T9.5. De ster bevindt zich 41,1 lichtjaar van de zon.